# Quarkkäulchen

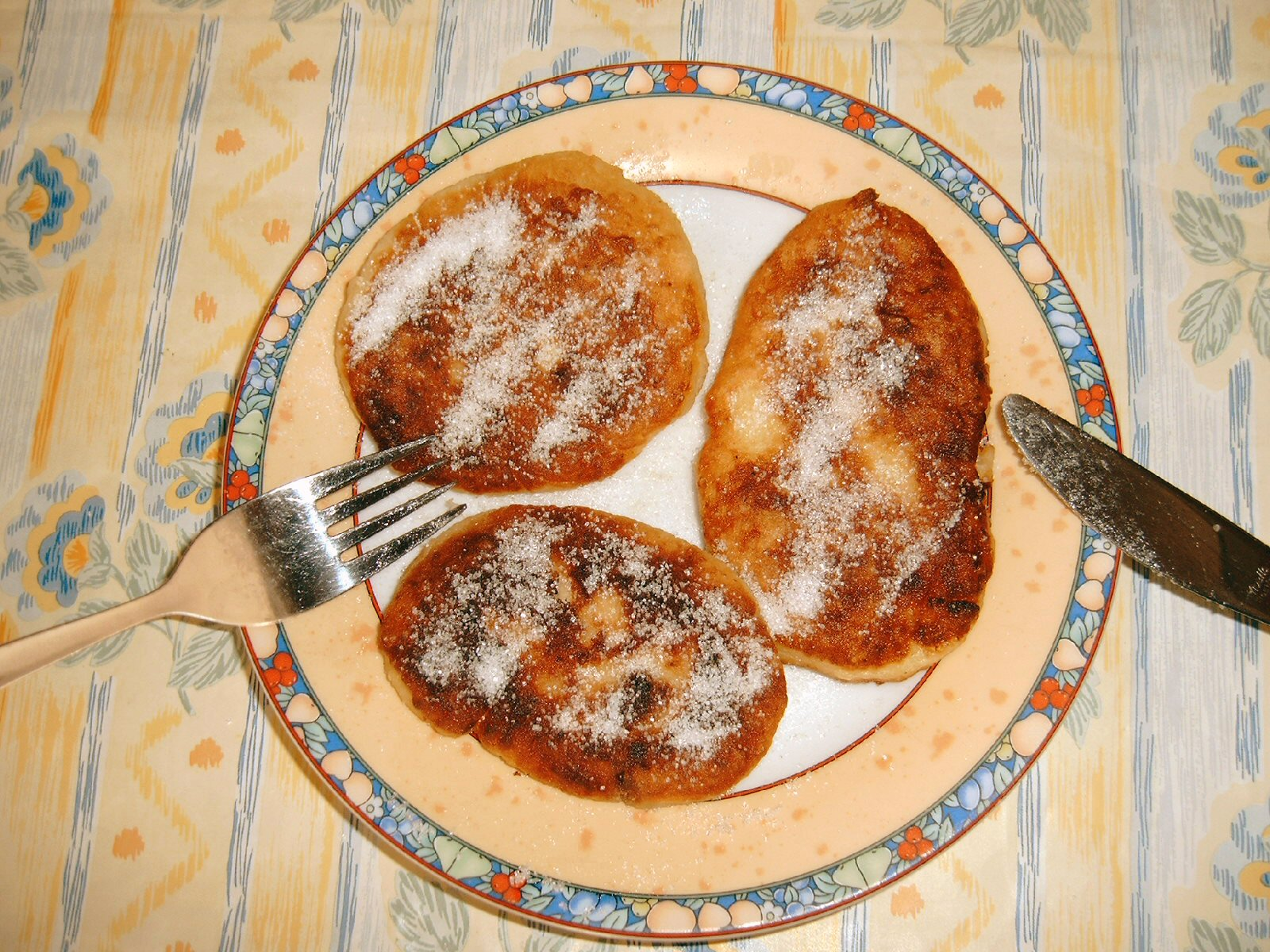
Quarkkäulchen posypane cukrem

Quarkkäulchen (dialekt środkowoniemiecki Kaule = „kula”, „piłka”) lub Quarkkeulchen – płaskie placki z ciasta i twarogu smażone na patelni, regionalny saksoński deser.
Ciasto składa się w przybliżeniu w 2/3 z gotowanych tłuczonych ziemniaków i około 1/3 z chudego twarogu, jajek i mąki. Do smaku dodaje się z cukru, cynamonu, wanilii lub startej skórki z cytryny. Można też dodać rodzynki. Quarkkäulchen mają podobny kształt i rozmiar do placków ziemniaczanych, tradycyjnie są smażone na oleju lnianym do uzyskania złotego koloru. Używa się też masła klarowanego.
Quarkkäulchen podaje się z musem jabłkowym lub posypane cukrem. W smaku porównywalne z polskimi oponkami.